# Chuyến bay 2120 của Nigeria Airways
Chuyến bay 2120 của Nigeria Airways là một chuyến bay chở khách thuê bao từ Jeddah, Ả Rập Xê Út, đến Sokoto, Nigeria, vào ngày 11 tháng 7 năm 1991, bốc cháy ngay sau khi cất cánh từ Sân bay quốc tế Quốc vương Abdulaziz và bị rơi khi cố gắng hạ cánh khẩn cấp, giết chết tất cả 247 hành khách và 14 thành viên phi hành đoàn trên máy bay. Chiếc máy bay này là một chiếc Douglas DC-8 được Nigeria Airways thuê từ Nationair Canada. Chuyến bay 2120 là tai nạn chết chóc nhất liên quan đến DC-8 và vẫn là thảm họa hàng không chết chóc nhất liên quan đến một hãng hàng không Canada.

## Máy bay và phi hành đoàn
Chiếc máy bay bị nạn là một chiếc Douglas DC-8-61, số đuôi C-GMXQ, sản xuất năm 1968, thuộc sở hữu của công ty Nolisair của Canada, thường được vận hành bởi Nationair Canada. Vào thời điểm xảy ra tai nạn, nó đang được cho Nigeria Airways thuê, hãng này sau đó cho Holdtrade Services thuê lại để vận chuyển những người hành hương Nigeria đến và đi từ Mecca.
William Allan, cơ trưởng 47 tuổi, cựu phi công của Lực lượng Không quân Hoàng gia Canada, đã có 10.700 giờ bay và 1.000 giờ kinh nghiệm cho loại máy bay này. Kent Davidge, cơ phó 36 tuổi, đã có 8.000 giờ bay, trong đó có 550 giờ bay loại này, và là phi công lái chuyến bay gặp tai nạn. Victor Fehr, kỹ sư bay 46 tuổi, đã có 7.500 giờ bay, trong đó có 1.000 giờ bay trên loại máy bay này.

## Tai nạn
Máy bay rời Sân bay quốc tế King Abdulaziz hướng đến Sân bay quốc tế Sadiq Abubakar III ở Sokoto, nhưng các sự cố đã được báo cáo ngay sau khi cất cánh. Phi hành đoàn không hề hay biết rằng chiếc máy bay đã bốc cháy khi khởi hành, và mặc dù đám cháy không rõ ràng nhưng vì nó bắt đầu ở khu vực không có hệ thống cảnh báo cháy nên đã gây ra nhiều hậu quả. Việc điều áp nhanh chóng bị lỗi và phi hành đoàn ngập trong những cảnh báo vô nghĩa do sự cố mạch điện liên quan đến hỏa hoạn. Để đối phó với sự cố điều áp, Allan quyết định giữ nguyên ở 2.000 foot (610 m), nhưng chuyến bay đã được điều đến 3.000 foot (910 m) do điều khiển không lưu nhầm chuyến bay 2120 cho một chuyến bay của Saudia cũng đang báo cáo các vấn đề về áp suất. Sự nhầm lẫn này, do Cơ trưởng Allan xác định nhầm là "Nationair 2120" chứ không phải "Nigerian 2120", kéo dài trong ba phút, nhưng cuối cùng được phát hiện là không có bất kỳ ảnh hưởng nào đến kết quả.
Giữa lúc này, Cơ phó Davidge, người đã lái chiếc C-GMXQ ra ngoài, báo cáo rằng anh ta đang bị mất hệ thống thủy lực. Phi hành đoàn chỉ biết về đám cháy khi một tiếp viên hàng không lao vào buồng lái báo cáo "khói ở phía sau ... rất tệ". Ngay sau đó, Davidge báo cáo rằng anh ta đã mất cánh hoa thị, buộc Allan phải nắm quyền kiểm soát; khi Allan tiếp quản, máy ghi âm buồng lái bị lỗi. Lúc này, nhân viên kiểm soát không lưu nhận ra chuyến bay 2120 không phải chuyến bay của Saudia và đang gặp nạn nên hướng họ về phía đường băng. Allan sau đó đã liên lạc với kiểm soát không lưu nhiều lần; trong số các thông tin liên lạc của anh ấy là một yêu cầu cho các phương tiện khẩn cấp.
Khi máy bay cách sân bay khoảng 18 km (11 mi; 10 nmi) và ở độ cao 670 mét (2.200 ft), điểm mà bộ phận hạ cánh có thể đã được hạ xuống, nó bắt đầu bị gãy trong khi bay và một số thi thể rơi xuống từ đó, cho thấy ngọn lửa vào thời điểm đó đã thiêu rụi ít nhất một phần sàn cabin. Chỉ cách đường băng 2,875 km (1,8 mi), chiếc máy bay nóng chảy cuối cùng trở nên mất kiểm soát và bị rơi, giết chết tất cả những người còn lại trong 261 người trên máy bay — bao gồm 247 hành khách — những người chưa bị ngạt thở hoặc rơi ra khỏi máy bay. Chín trong số 14 phi hành đoàn đã được xác định danh tính, nhưng "không có nỗ lực nào được thực hiện để xác định danh tính các hành khách".
Tính đến tháng 7 năm 2017, vụ tai nạn vẫn là vụ tai nạn chết người nhất liên quan đến Douglas DC-8, cũng như vụ tai nạn chết người thứ hai diễn ra trên đất Ả Rập Xê Út, sau Chuyến bay 163 của Saudia.

## Nguyên nhân
Trước khi khởi hành, người thợ máy chính đã nhận thấy rằng "áp suất lốp số 2 và số 4 thấp hơn mức tối thiểu để điều động chuyến bay", và đã cố gắng bơm căng chúng nhưng không có sẵn khí nitơ. Người quản lý dự án, không muốn chấp nhận sự chậm trễ, đã bỏ qua vấn đề và chuẩn bị máy bay để điều động. Khi máy bay đang lăn bánh, việc chuyển tải trọng từ lốp số 2 non hơi sang lốp số 1 trên cùng một trục bên trái đã dẫn đến "lốp số 1 bị lệch quá mức, quá nhiệt và cấu trúc yếu đi". "Lốp số 1 bị hỏng rất sớm khi lăn bánh", theo sau gần như ngay lập tức là lốp số 2. Cái sau ngừng quay "vì những lý do chưa được xác định", và ma sát sau đó của cụm bánh xe với đường băng tạo ra đủ nhiệt để bắt đầu đám cháy tự duy trì.
Phi hành đoàn nhận ra rằng họ có một vấn đề, nhưng không phải là bản chất hoặc mức độ nghiêm trọng của nó. Máy bay không được trang bị cảm biến lửa hoặc nhiệt ở cụm bánh xe. Cơ phó đã được ghi lại nhận xét, "Chúng ta đang bị xẹp lốp rồi, có phải vậy không?".  Thủ tục cất cánh cho chiếc DC-8 không bao gồm việc từ chối cất cánh vì hỏng lốp hoặc bánh xe, vì vậy cơ trưởng đã tiến hành cất cánh.
Do thiết kế máy bay phản lực thông thường, tai nạn trở nên không thể tránh khỏi vào thời điểm bộ phận hạ cánh được thu lại, chỉ vài giây sau khi cất cánh và rất lâu trước khi tình trạng khẩn cấp trở nên rõ ràng. Khi điều này xảy ra, "cao su cháy được đưa đến gần các bộ phận của hệ thống thủy lực và điện", gây ra sự cố cho cả hệ thống thủy lực và điều áp, dẫn đến hư hỏng cấu trúc và mất khả năng kiểm soát của máy bay. Ủy ban An toàn Giao thông vận tải sau đó đã kết luận, "nếu phi hành đoàn không rút thiết bị hạ cánh, thì vụ tai nạn có thể đã được ngăn chặn." Ngọn lửa ngày càng dữ dội, cuối cùng thiêu rụi sàn cabin. Mọi người bắt đầu rơi ra khỏi máy bay khi dây đai an toàn của họ bị đốt cháy. "Mặc dù khung máy bay bị phá hủy đáng kể, chiếc máy bay dường như vẫn có thể điều khiển được cho đến ngay trước khi rơi."
Cuộc điều tra phát hiện ra rằng những người thợ máy đã biết về lốp non hơi từ ngày 7 tháng 7, nhưng người quản lý dự án, thiếu đào tạo liên quan để đưa ra quyết định sáng suốt, đã ngăn cản việc bảo dưỡng lốp vì máy bay bị chậm so với kế hoạch, yêu cầu họ ghi sai áp suất trong nhật ký để làm cho máy bay có vẻ đủ điều kiện bay. Điều này có nghĩa là các giám đốc điều hành của Nationair Canada đã gây áp lực buộc các đồng nghiệp của phi hành đoàn buồng lái phải giữ lại thông tin có liên quan nghiêm trọng đến an toàn.

## Hậu quả
Ngay sau vụ tai nạn, một nhóm tiếp viên hàng không của Nationair Canada có trụ sở tại Toronto đã quyên góp tiền để tạo ra một tấm bảng tưởng niệm, có ghi tên của các nạn nhân. Đài tưởng niệm, hoàn chỉnh với một cây anh đào được trồng để tưởng nhớ những đồng nghiệp của họ đã chết ở Jeddah, đã được đưa đến một nơi cố định tại trụ sở chính của Cơ quan Quản lý Sân bay Greater Toronto.
Vụ tai nạn máy bay, kết hợp với danh tiếng kém cỏi của Nationair Canada về dịch vụ đúng giờ và các sự cố máy móc, đã dẫn đến những vấn đề nghiêm trọng về hình ảnh trước công chúng và độ tin cậy với các công ty lữ hành. Những khó khăn này càng trở nên phức tạp hơn khi Nationair Canada không cho các tiếp viên hàng không thuộc công đoàn làm việc và tiến hành thay thế họ bằng những người đình công vào ngày 19 tháng 11 năm 1991. Việc không cho làm việc kéo dài 15 tháng và khi nó kết thúc vào đầu năm 1993, Nationair Canada rơi vào tình trạng tài chính rắc rối nghiêm trọng. Vào thời điểm đó, Nationair Canada nợ chính phủ Canada hàng triệu đô la phí hạ cánh chưa thanh toán. Các chủ nợ bắt đầu tịch thu máy bay và yêu cầu trả tiền trước cho các dịch vụ. Công ty bị tuyên bố phá sản vào tháng 5 năm 1993, nợ 75 triệu CDN.
Năm 1997, Robert Obadia, chủ sở hữu của Nationair Canada và công ty mẹ của nó là Nolisair, đã nhận tội với tám tội gian lận liên quan đến các hoạt động của công ty.

## Trên truyền hình
Một tập của Mayday vào năm 2012, có tựa đề "Under Pressure", đưa tin về vụ tai nạn.